# Люксембург на Европейских играх 2019
Люксембург принимал участие на II Европейских играх, которые прошли с 21 по 30 июня 2019 года в Минске. Страна была представлена 25 спортсменами в 9 видах спорта.

## Медали
| Серебро |                  |                                               |         |
| №       | Спортсмены       | Вид спорта (дисциплина)                       | Дата    |
| 1       | Сейверт Жиль     | Стрельба из лука (блочный лук, мужчины)       | 27 июня |
| Бронза  |                  |                                               |         |
| №       | Спортсмены       | Вид спорта (дисциплина)                       | Дата    |
| 1       | Ни Сялянь        | Настольный теннис (одиночный разряд, женщины) | 26 июня |
| 2       | Дженифер Варлинг | Карате (до 55 кг, женщины)                    | 26 июня |